# Sama Diaène
Sama Diaène ou Sama Diaene est une localité du Sénégal, située à environ 40 km de Kaolack.